# Джайпурхат (зіла)
Джойпурхат (бенг. জয়পুরহাট) — район у північній частині Бангладеш, частина округу Раджшахі.

## Історія
Джойпурхат був територією імперії Пала та династії Сена протягом тривалого періоду часу. До 16 і 17 століть не було чіткої інформації про історію Джойпурхат. Раніше місцева назва Джойпурхат була Багхабаріхат. Пізніше в багатьох архівах його називали Гопендраганджахат. Одного разу Лалбазар Тана була заснована, містивши нинішні Джойпурхат Садар Упазіла та Панчбібі Упазіла. Тана була розташована на східній стороні річки Мала Джамуна під назвою Пуранапойл. Тоді Союз Пуранапойл був відомий як Карімнагар. Поштове відділення було відкрито в Лалбазар Тана. Субзагс був створений у Навабганджі. У цій місцевості було засновано багато Нілкуті. У той час Лалбазар Тана був містом. Тоді це була єдина робота для простих людей тієї місцевості. З Лалбазар-Тхана, ущелини Малої річки Джамуна, весь шлях, комерція та торгівля підтримувалися. У той період Лалбазар Тана, Кхетлал Упазіла та Бадалгачі Упазіла входили до округу Дінаджпур. Оскільки округи Дінаджпур, Рангпур і Раджшахі були дуже великими, у 1821 році з трьох районів було утворено новий район, який назвали Богра. У той час район Богра займали Адамдігі, Богра Садар, Шерпур з району Раджшахі; два упазіла з округу Рангпур і Кхетлал Упазіла, Бадалгачі Упазіла, Лалбазар Тана з Дінаджпура. Пізніше, 16 грудня 1868 року, Лалбазарська поліція Тана була переведена до Хасбагурі. Місцева назва Хасбабрі була Панчбібі.
У 1884 році від округу Калькутта до округу Джалпайгурі в Британському Раджі була заснована залізнична лінія. Серед цієї залізничної лінії, 8 залізнична станція була побудована в сучасному районі Джойпурхат. У той час Багабарі була місцевою назвою Джойпурхат, а залізнична станція Багабарі була назвою залізничної станції Джойпурхат.

## Географія

### Річки
Бангладеш – багаторічна країна. В окрузі Джойпурхат є в основному п'ять річок. Вони є:
- Мала річка Джамуна проходить через Джойпурхат Садар Упазіла та Панчбібі Упазіла.
- Річка Тулшіганга протікає через Джойпурхат Садар Упазіла, Кхетлал Упазіла та Аккелпур Упазіла.
- Річка Чірі протікає через Панчбібі-Упазіла.
- Річка Хаработі проходить через Панчбібі-Упазіла.
- Річка Шрі проходить через Чакбаркат Джойпурхат Садар Упазіла.

### Клімат
Джойпурхат — район тропічного клімату. Взимку в Джайпурхат випадає набагато більше опадів, ніж влітку. Відповідно до класифікації клімату Кеппена, середньорічна температура тут становить 25,4 °C і середньорічна кількість опадів становить 1738 мм. Найсухіший місяць – грудень 3 мм. Найбільше опадів випадає в липні, в середньому 364 мм. Найтепліший місяць року – серпень із середньою температурою 28,9 °C. Середня температура січня становить +18 °C. Це найнижча середня температура за весь рік.
| Клімат Джайпурхат            | Клімат Джайпурхат | Клімат Джайпурхат | Клімат Джайпурхат | Клімат Джайпурхат | Клімат Джайпурхат | Клімат Джайпурхат | Клімат Джайпурхат | Клімат Джайпурхат | Клімат Джайпурхат | Клімат Джайпурхат | Клімат Джайпурхат | Клімат Джайпурхат | Клімат Джайпурхат |
| Показник                     | Січ.              | Лют.              | Бер.              | Квіт.             | Трав.             | Черв.             | Лип.              | Серп.             | Вер.              | Жовт.             | Лист.             | Груд.             |                   |
| Середній максимум, °C        | 24,8              | 27,6              | 32,5              | 35                | 33,6              | 32,4              | 35,5              | 35,3              | 31,2              | 29,5              | 28,7              | 25,9              |                   |
| Середня температура, °C      | 18                | 20,2              | 24,9              | 28,4              | 28,7              | 28,9              | 28,9              | 28,9              | 28,6              | 27                | 22,8              | 19,3              |                   |
| Середній мінімум, °C         | 11,2              | 12,9              | 17,3              | 21,9              | 23,8              | 25,4              | 26,1              | 26,2              | 25,6              | 22,9              | 17                | 12,6              |                   |
| Норма опадів, мм             | 10                | 15                | 21                | 52                | 186               | 330               | 364               | 321               | 283               | 140               | 13                | 3                 |                   |
| ---------------------------- | ----------------- | ----------------- | ----------------- | ----------------- | ----------------- | ----------------- | ----------------- | ----------------- | ----------------- | ----------------- | ----------------- | ----------------- | ----------------- |
| Джерело: National newspapers |                   |                   |                   |                   |                   |                   |                   |                   |                   |                   |                   |                   |                   |

## Адміністративно-територіальний поділ

### Підрайони

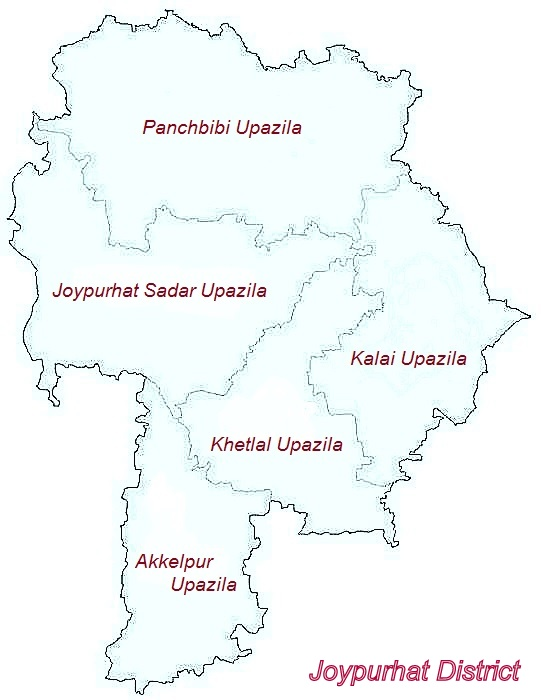
Карта району Джойпурхат; Джойпурхат Садар Упазіла, Панчбібі Упазіла, Кхетлал Упазіла, Аккелпур Упазіла, Калай Упазіла

Джойпурхат має п'ять підрайонів (упазіл):
| Упазіла   | Бенгальська     | посилання      | площа (км2) | населення |
| --------- | --------------- | -------------- | ----------- | --------- |
| Joypurhat | জয়পুরহাট সদর উপজেলা | Офіційний сайт | 238.5       | 256 691   |
| Akkelpur  | আক্কেলপুর উপজেলা     | Офіційний сайт | 139.47      | 128 952   |
| Kalai     | কালাই উপজেলা        | Офіційний сайт | 166.30      | 129 329   |
| Khetlal   | ক্ষেতলাল উপজেলা      | Офіційний сайт | 142.60      | 115 871   |
| Panchbibi | পাঁচবিবি উপজেলা       | Офіційний сайт | 278.53      | 240 979   |

### Муніципалітети
В окрузі Джойпурхат є п'ять муніципалітетів.
Заступник комісара (DC): Мохаммад Ясін (бенгальська мова)Мер: MD Мустафізур Рахаман Мостак (бенгальська мова)